# Байонвиль-сюр-Ма
Байонви́ль-сюр-Ма (фр. Bayonville-sur-Mad) — коммуна во французском департаменте Мёрт и Мозель региона Лотарингия. Относится к кантону Тьокур-Реньевиль. 

## География
Байонвиль-сюр-Ма расположен в 18 км к юго-западу от Меца и в 39 км к северу от Нанси в долине реки Рю-де-Ма. Соседние коммуны: Арнавиль на востоке, Вильсе-сюр-Ма на юго-западе, Онвиль и Вавиль на западе.

## История
- В месте, называемом Тру-де-Фе, обнаружены следы первобытной культуры и периода Каролингов.
- В 1871—1914 годах была приграничной коммуной с Германией.

## Демография
Население коммуны на 2010 год составляло 322 человека.
| 1962 | 1968 | 1975 | 1982 | 1990 | 1999 | 2010 |
| ---- | ---- | ---- | ---- | ---- | ---- | ---- |
| 369  | 370  | 395  | 340  | 324  | 304  | 322  |

## Достопримечательности
- Развалины строений галло-романского периода.
- Старинные дома XV—XVI веков.
- Замок де Ремонво XVIII—XIX веков.
- Мост через Рю-де-Ма XVIII—XIX веков.
- Церковь XVIII века.